# Novumbra hubbsi
Genre
Espèce
Statut de conservation UICN

 LC  : Préoccupation mineure
Novumbra hubbsi (Olympic mudminnow en anglais, littéralement « Poisson-chien Olympique »), est une espèce de poissons de la famille des Umbridae. Cette espèce est endémique de la péninsule Olympique au nord-ouest des États-Unis. Elle est ainsi présente au sein du parc national Olympique. Il s'agit de la seule espèce du genre Novumbra et une des cinq espèces de la famille des Umbridae de la planète.

## Description et habitat
Novumbra hubbsi atteint une longueur de 8 cm. Il apprécie les zones sombres au fond des rivières où il se nourrit de poissons, de larves, d'œufs et de petits invertébrés. Il préfère les zones aux fonds boueux et recouvertes densément de végétation. Il tolère particulièrement bien les eaux peu oxygénées,.